# Uszty-Kulom
Uszty-Kulom (oroszul: Усть-Кулом, komi nyelven Кулöмдiн) falu Oroszországban, Komiföldön, az Uszty-kulomi járás székhelye. Lakossága: 5141 fő (a 2010. évi népszámláláskor).

## Fekvése, éghajlata
Komiföld déli részén, Sziktivkartól 189 km-re keletre, a Vicsegda felső folyásának jobb partján, a Kulom folyó torkolatánál fekszik. (Az orosz „usztyje” jelentése 'torkolat'). A településen át vezet a Sziktivkart Troicko-Pecsorszkkal összekötő országút.
Az 1940–2006 között mért adatok szerint a levegő évi középhőmérséklete: 0,2 °C. A januári középhőmérséklet –16,3 °C, a júliusi 16,6 °C. Az 1912–2006 között mért legalacsonyabb hőmérséklet –50,3 °C (1973. december), a legmagasabb 35,0 °C (2006. július).

## Története
A járás mai területén a 17. század második negyedében keletkeztek az első települések, köztük Uszty-Kulom. Feltehetően 1638-ban keletkezett, írásos említése először az 1646. évi összeírásban fordul elő. Első kőtemploma 1799–1820-ban épült. 1899-ben könyvtára nyílt, 1902-ben kórháza, postahivatala is működött.
1921-ben a jelenleginél sokkal nagyobb terület közigazgatási egység, az Uszty-kulomi ujezd székhelyévé nyilvánították. 1929-ben a közigazgatási reform során kialakított Uszty-kulomi járás székhelye lett. 1930-ban folyami kikötője volt. A faluban 1965-ben szerelték fel a telefonközpontot.
A Sziktivkar–Uszty-Kulom közötti, akkor újonnan épített országúton 1986-ban indult meg a közlekedés. A régi, kanyargó útnál az új útvonal 14 km-rel lett rövidebb.

## Népesség
- 1959-ben 4 082 lakosa volt.
- 1979-ben 5 355 lakosa volt.
- 1989-ben 5 888 lakosa volt.
- 2002-ben 5 475 lakosa volt, melynek 81%-a komi és 17%-a orosz.
- 2010-ben 5 141 lakosa volt.